# Laureà Folch i Millet
Laureà Folch i Millet (Barcelona, 1969) és expert en comunitats digitals i estratègia digital. Ha treballat per a empreses com Vilaweb, Caixa Catalunya, TV3, Sternalia, Asepeyo o l'RCDE Espanyol. Des de 2023 és el director executiu de Foment del Treball.

## Trajectòria
Va estudiar a l'’Escola Universitària Politècnica de Mataró, on va esdevenir enginyer tècnic en telecomunicacions. Treballa en projectes digitals des del 1995.
L'any 2000 va crear UMTSforum.net, portal de referència sobre tecnologies mòbils. El 2004 va impulsar el primer moblog —mobile weblog— a l'Estat amb UMTSforum.net, que permetia enviar imatges i vídeo a blogs des de dispositius mòbils, segons consta al llibre La blogosfera hispana: pioneros de la cultura digital.
El 2005 Vilassar Ràdio i Vilaweb Vilassar van oferir els primers serveis de podcast a Catalunya.
Entre 2006 i 2007 va presidir el Capítol Català de la Internet Society (ISOC-CAT).
Entre 2007 i 2015 fou regidor de Comunicació, Atenció al Ciutadà i Noves Tecnologies a l'Ajuntament de Vilassar de Mar per CiU. El 2007 va implantar i apostar per les xarxes socials a l'administració local, creant el primer grup a Facebook per a l'ajuntament de Vilassar de Mar. El 2012 va promoure, amb altres internautes com el periodista Albert Cuesta, la campanya perquè Twitter traduís l'eina al català. Fou cessat com a regidor el febrer de 2015, per formar part d'un grup crític amb el llavors alcalde Joaquim Ferrer.
Posteriorment fou director d'estratègia digital del Reial Club Deportiu Espanyol de Barcelona, des d'on va impulsar diversos projectes al club català, com l'emissió de partits en realitat virtual.
El 2019 es va incorporar a l'executiu de la patronal Foment del Treball Nacional com a director d'estratègia digital, dins l'equip de Josep Sánchez Llibre, amb l'objectiu d'enfortir l'activitat de la patronal catalana com a representant de les empreses davant les administracions i els reguladors. El gener de 2023 fou nomenat director executiu de la mateixa organització.

## Premis i reconeixements
Entre els reconeixements rebuts destaquen: Premi B2B Cambrescat amb Asepeyo (2005), Premi Blogs Catalunya al millor blog en formats audiovisuals (2009), finalista del Shorty Awards amb el Twitter de l'Ajuntament de Vilassar de Mar (2011), Premi Innova de Comunicació de la Diputació de Barcelona a l'Ajuntament de Vilassar de Mar (2012), i finalista Shorty Awards amb el Twitter de l'Ajuntament de Vilassar de Mar, guanyador de la fase Vox Populi (2013).